# 21. leden
21. leden je 21. den roku podle gregoriánského kalendáře. Do konce roku zbývá 344 dní (345 v přestupném roce). Svátek má Běla.

## Události

### Česko
- 1318 – Za Janem Lucemburským přijela do Brna i jeho žena Eliška Přemyslovna. Jan Lucemburský zde pobýval kvůli sporům se šlechtickou klikou Jindřicha z Lipé.
- 1438 – V Praze bylo odhaleno a potlačeno chystané povstání proti Albrechtovi II. Habsburskému
- 1896 – Byl založen fotbalový klub SK Slavia Praha.
- 1898 – Pražský továrník jemných přístrojů a astronomický nadšenec Josef Jan Frič koupil od posázavské obce Ondřejov pozemek na vrcholu kopce Manda. Během osmi let tam postaví a vybaví astronomickou observatoř, kterou 28. října 1928 věnuje československému státu. Dnes tu sídlí Astronomický ústav ČR.
- 1904 – Premiéra Janáčkovy opery Její pastorkyňa v brněnském Deutches National Theatre pod taktovkou Cyrila Metoděje Hrazdíry.
- 1906 – V Pardubicích se konal ustavující sjezd České strany pokrokové. Nová strana vznikla sloučením České strany lidové (realistické) a Pokrokového občanského klubu pro Pardubsko a Chrudimsko
- 1919 – Česká vojska obsadila Těšínsko. Československá vláda oznámila Polsku, že vojensky obsazuje Těšínsko, které bylo součástí zemí Koruny české. Polsko si na toto území dělalo rovněž nárok, neboť na něm žilo značné množství Poláků. Ve sporném území vypukly boje mezi československým a polským vojskem.
- 1930 – Na křižovatce Václavského náměstí s Jindřišskou a Vodičkovou ulicí byl zprovozněn první světelný semafor v Praze.
- 1933 – V Brně došlo k nezdařenému pokusu o obsazení vojenských kasáren. Vyšetřování ukázalo, že útočníci vedení Ladislavem Kobzinkem pocházeli z řad českých fašistů; jejich pokus měl být začátkem státního převratu, směřujícího k nastolení fašistického režimu.
- 1967 – Českoslovenští házenkáři se stali ve Švédsku mistry světa, když ve finále MS porazili Dánsko 14:11.
- 1997 – Ve dnech 21.–22. 1. německý spolkový kancléř Helmut Kohl podepsal během své oficiální návštěvy České republiky spolu s předsedou české vlády Václavem Klausem česko-německou deklaraci, která má uzavřít sporné otázky minulosti a přispět k rozvoji budoucích vztahů mezi oběma státy.

### Svět
- 1189 – Filip II. August, Jindřich II. a Richard Lví srdce zahájili třetí křížovou výpravu.
- 1677 – V americkém Bostonu vyšla první lékařská brožura (o neštovicích).
- 1720 – Švédsko a Prusko podepsaly mírovou dohodu ukončující  mezi nimi Severní válku.
- 1789 – V Bostonu vyšel první americký román The Power of Sympathy Williama Hill Browna.
- 1790 – Dr. Joseph Ignace Guillotin předvedl Ludvíku XVI. model své nové smrtící metody gilotiny.
- 1793 – Ludvík XVI. byl popraven gilotinou.
- 1799 – Doktor Edward Jenner představil očkovací sérum proti planým neštovicím.
- 1854 – Při potopení anglického klipru RMS Tayleur v Irském moři. Z více než 650 osob na palubě se zachránilo jen 280.
- 1861 – Senátor Jefferson Davis oznámil odtržení státu Mississippi od Unie.
- 1919 – V Dublinu byla prohlášena nezávislost Irska.
- 1941 – V Bukurešti byl potlačen státní převrat Železné gardy.
- 1942 – Ve vilenském ghettu byla založena židovská odbojová organizace FPO (Farajnikte Partizaner Organizacje).
- 1945 – Vypálení slovenských horských obcí Ostrý Grúň a Kľak nacisty.
- 1950 – USA oznámily objevení 93. chemického prvku. Podle místa objevu (Berkeley v Kalifornii) byl nazván berkelium.
- 1976 – První komerční let nadzvukového Concordu.
- 2019 – Nastalo úplné zatmění Měsíce.

## Narození
Automatický abecedně řazený seznam viz Kategorie:Narození 21. ledna

### Česko

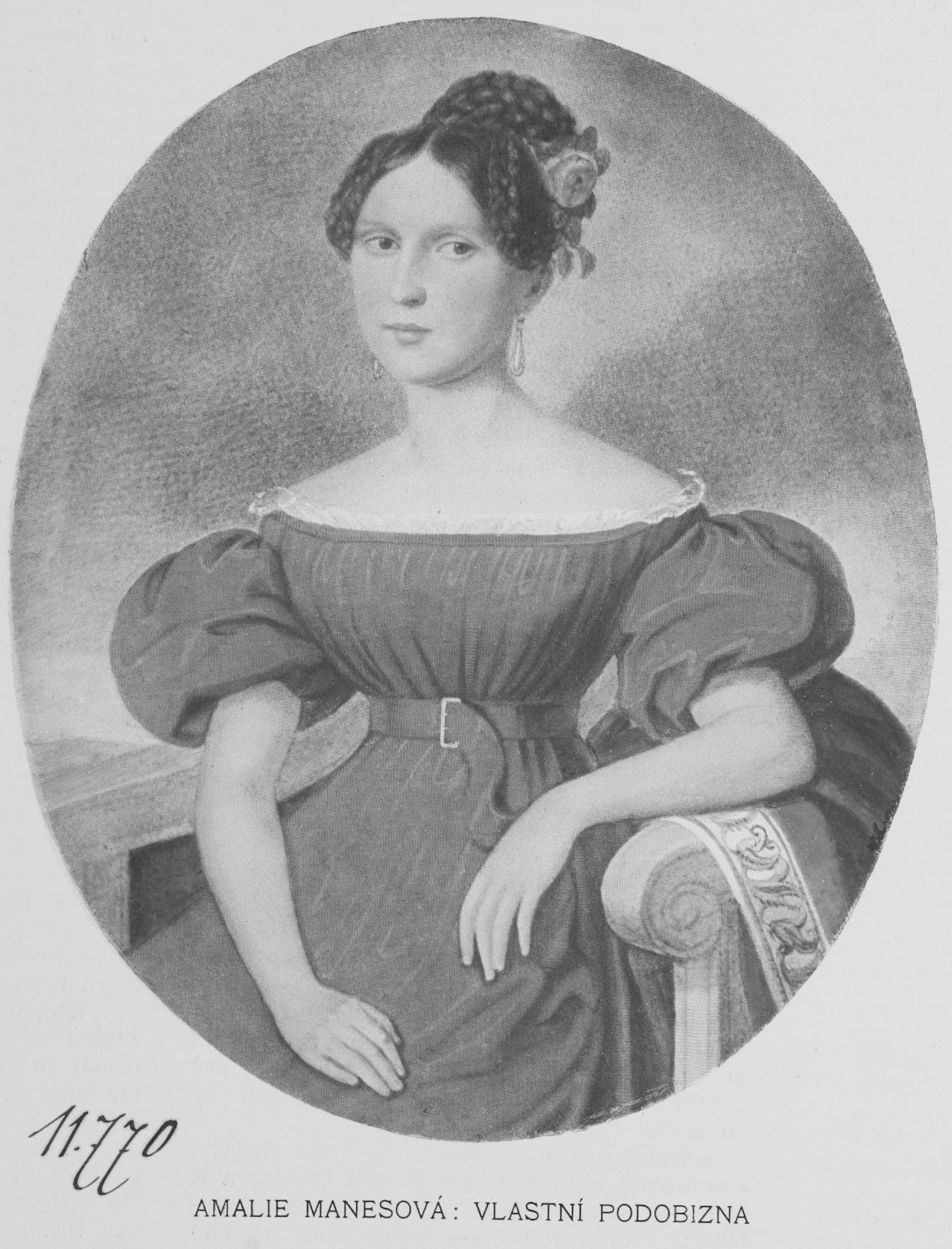
Amalie Mánesová (* 1817)

- 1725 – Jiří Ignác Linek, kantor a hudební skladatel († 30. prosince 1791)
- 1759 – Alois Josef Krakovský z Kolovrat, šlechtic a arcibiskup († 28. března 1833)
- 1766 – Vincenc Houška, hudební skladatel († 13. září 1840)
- 1781 – Jiří Opočenský, kazatel a spisovatel († 5. ledna 1842)
- 1804 – Vincenc Janalík, kněz, spisovatel a sběratel lidových písní († 23. srpna 1855)
- 1815 – Ernst Mayer, poslanec Českého zemského sněmu a Říšské rady, starosta Prachatic († 12. března 1891)
- 1817 – Amalie Mánesová, malířka († 4. července 1883)
- 1848 – Vincenc Dvořák, český fyzik působící v Chorvatsku († 6. května 1922)
- 1861 – Zikmund Václav Halka-Ledóchowski, kanovník olomoucké kapituly († 11. ledna 1944)
- 1868 – Václav Klofáč, politik († 10. července 1942)
- 1869
  - Emil Martinec, organizátor celní služby († 30. listopadu 1945)
  - Rudolf Zamrzla, sbormistr, dirigent a skladatel († 4. února 1930)
- 1879 – František Mencl, mostní stavitel († 27. ledna 1960)
- 1883 – Oskar Baum, český německy píšící spisovatel († 1. března 1941)
- 1884 – Jan Zázvorka starší, architekt († 27. května 1963)
- 1887 – Karla Vobišová-Žáková, sochařka († 7. června 1961)
- 1889 – Karel Štipl, sochař, architekt a sklářský výtvarník († 22. srpna 1972)
- 1890 – Ernst Wiesner, brněnský architekt († 15. července 1971)
- 1904 – Karel Lenhart, sochař a restaurátor († 29. května 1978)
- 1912 – Marie Kodovská, naivní malířka a básnířka († 12. listopadu 1992)
- 1914 – Josefina Napravilová, odbojářka, válečná veteránka († 19. února 2014)
- 1922 – Josef Stejskal, římskokatolický kněz († 26. ledna 2014)
- 1923
  - Ota Rambousek, spisovatel, účastník odboje proti komunistické diktatuře († 3. června 2010)
  - Dina Gottliebová, americká výtvarnice českého původu († 29. července 2009)
- 1924
  - Miloslav Ošmera, hokejový reprezentant († 30. listopadu 2001)
  - Jarmila Skalková, pedagožka († 7. února 2009)
- 1927 – Josef Hejzlar, historik umění, sinolog, překladatel a publicista († 4. ledna 2012)
- 1934 – Eva Olmerová, zpěvačka († 10. srpna 1993)
- 1941 – Luděk Švorc, kladenský fotograf a spisovatel (* 27. února 2019)
- 1942 – Prokop Voskovec mladší, divadelník, básník, esejista a překladatel († 9. února 2011)
- 1946 – Zdeněk Volný, spisovatel
- 1949 – Luděk Bari, sochař, řezbář a malíř
- 1953 – Jiří Spáčil (soudce), soudce Nejvyššího soudu České republiky
- 1956 – Richard Sequens, lékař-chirurg a politik
- 1958 – Jiří Weigl, ekonom, ředitel Institut Václava Klause
- 1960 – Dana Gálová, překladatelka
- 1970 – Martin Jahn, politik a ekonom
- 1991 – Jan Hirt, silniční cyklista

### Svět

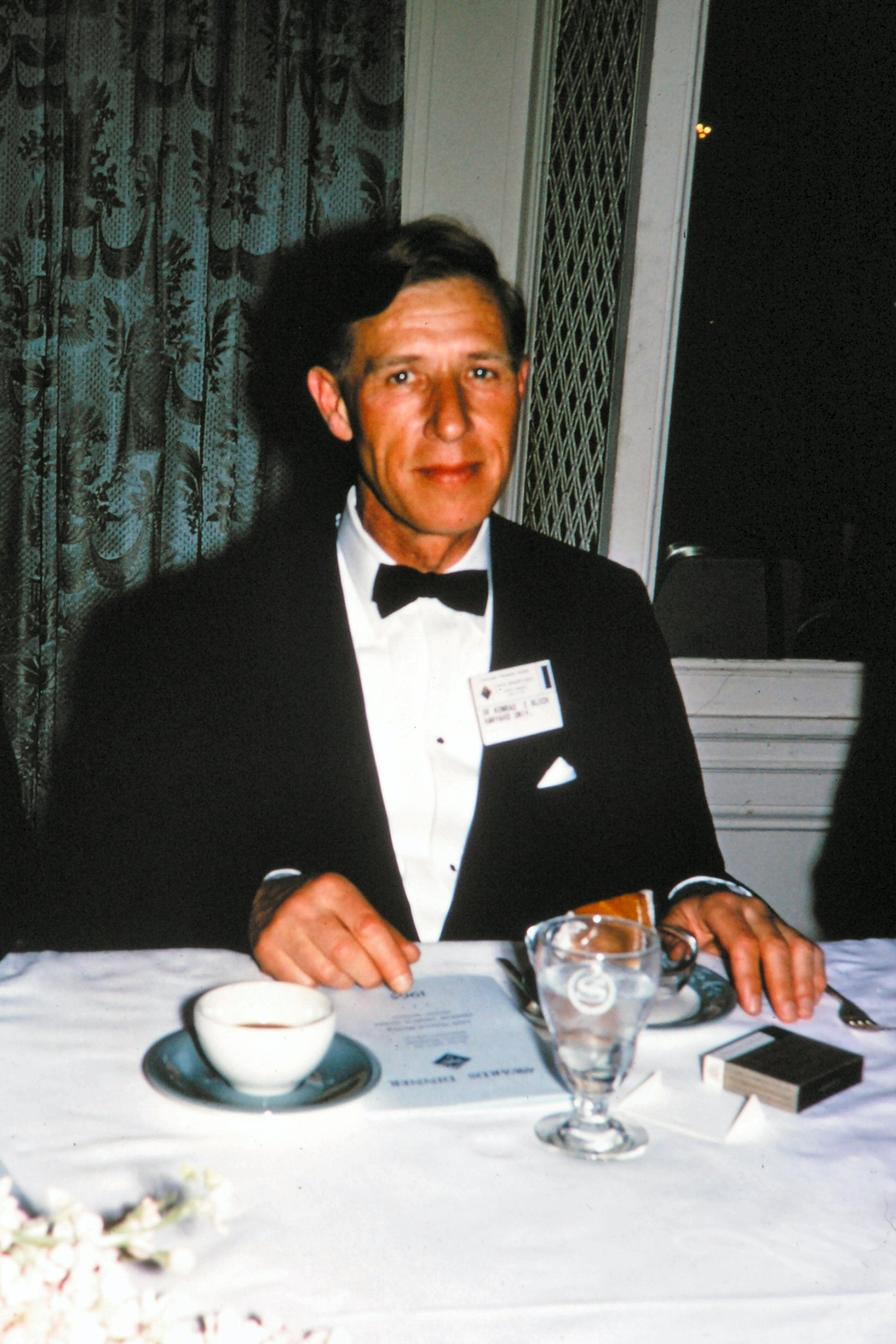
Konrad Bloch (* 1912)

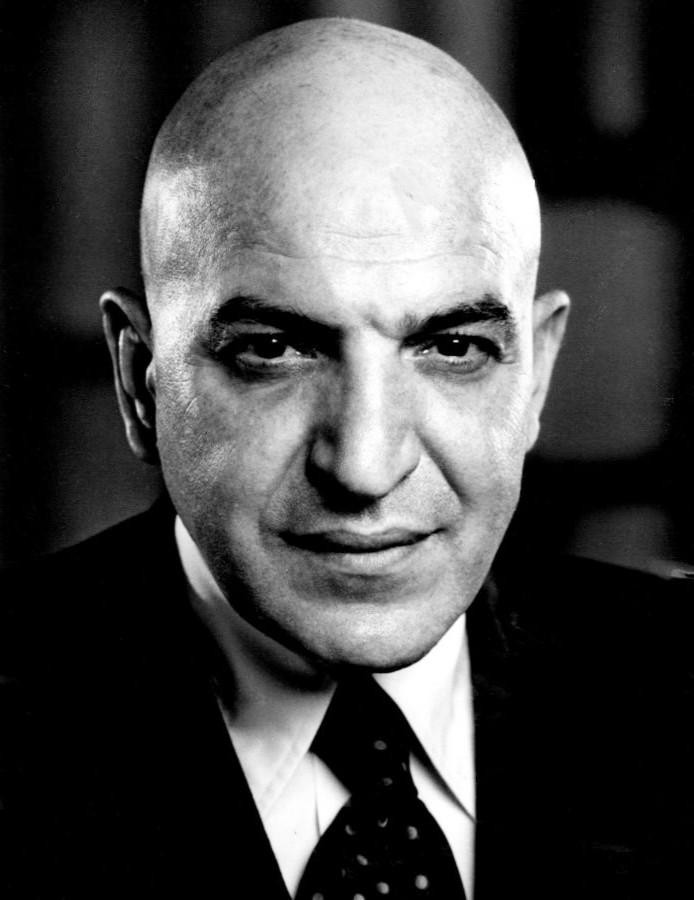
Telly Savalas (* 1922)

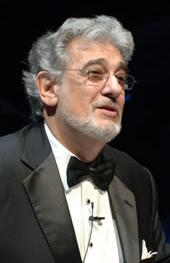
Plácido Domingo (* 1941)

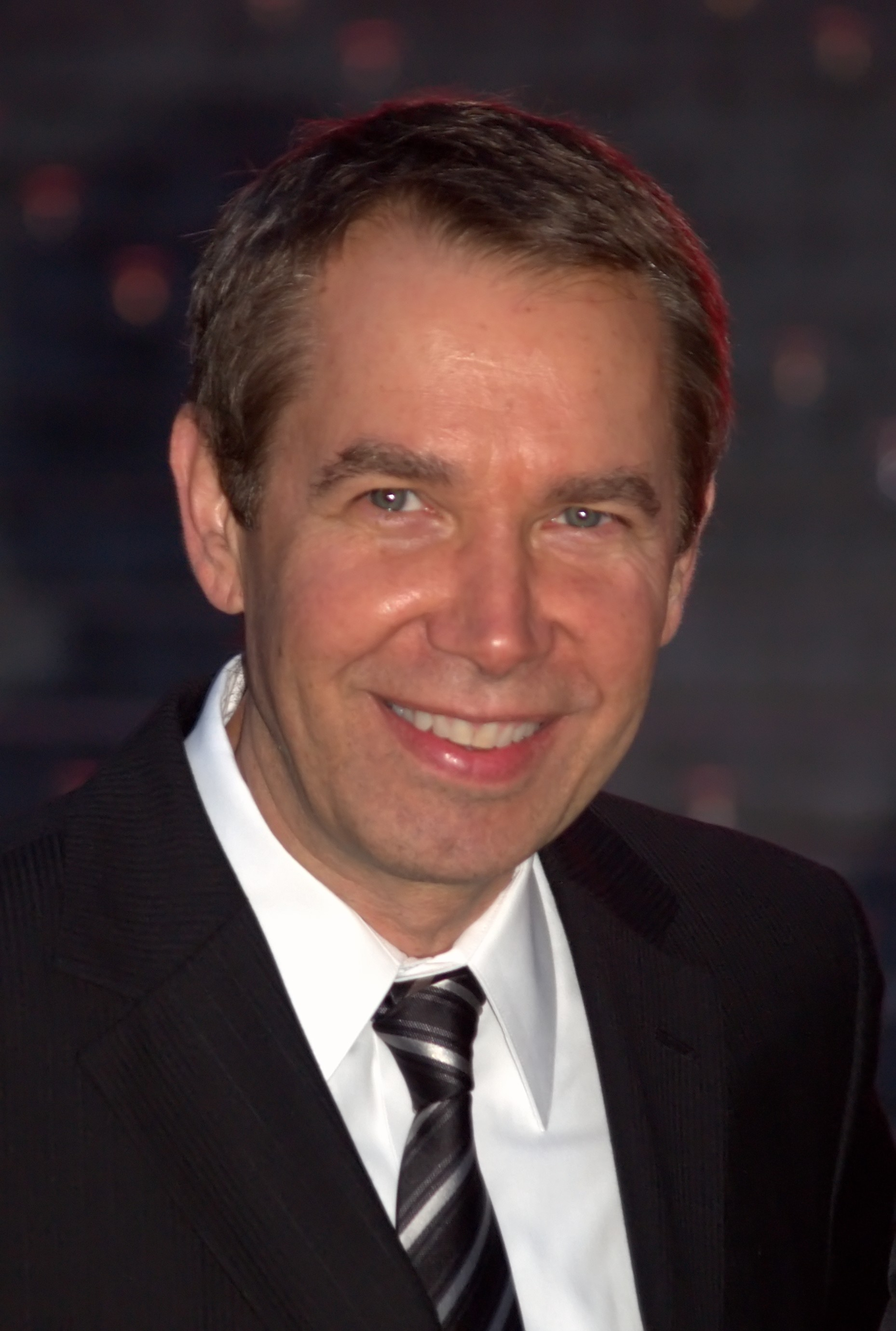
Jeff Koons (* 1955)

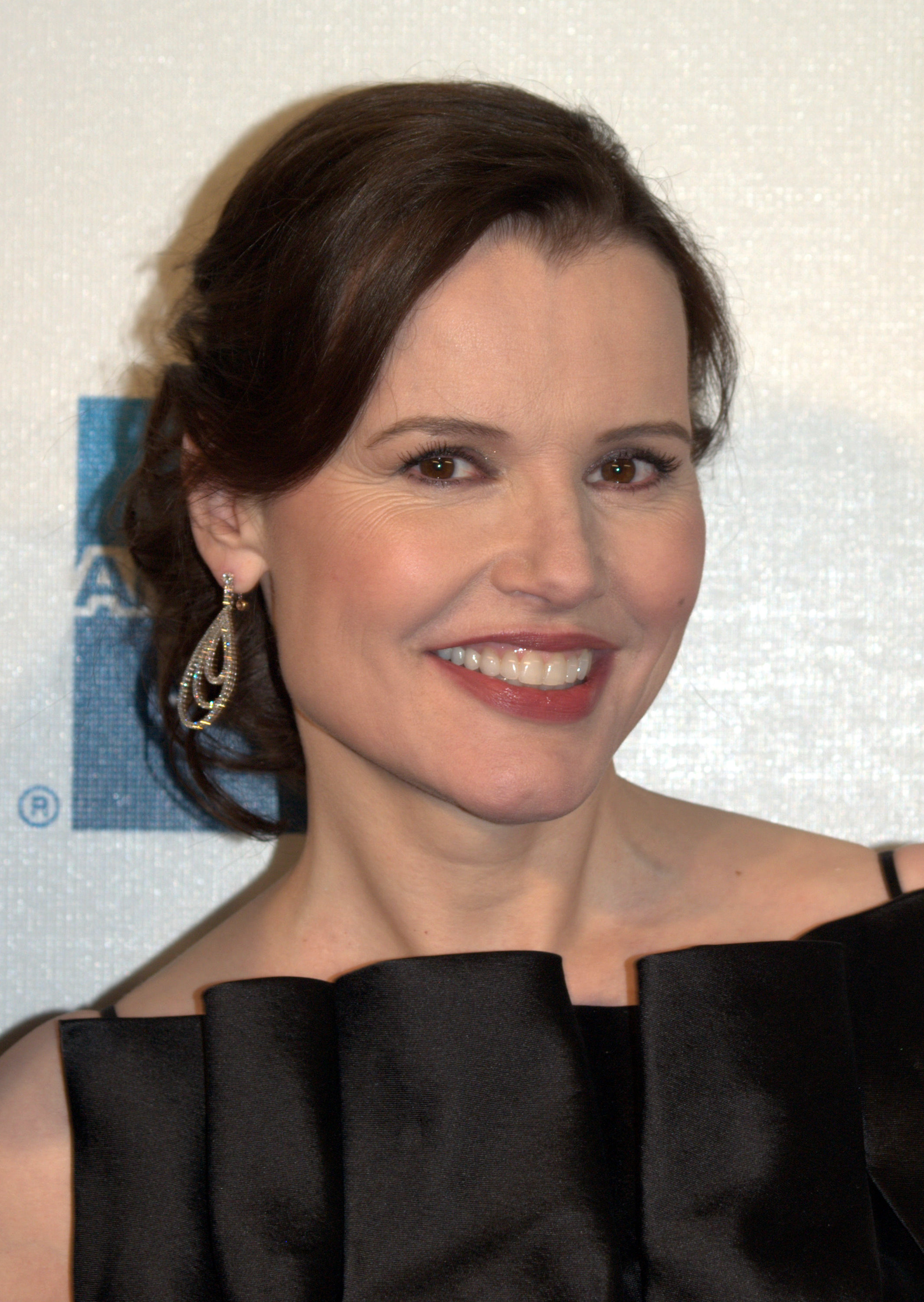
Geena Davisová (* 1956)

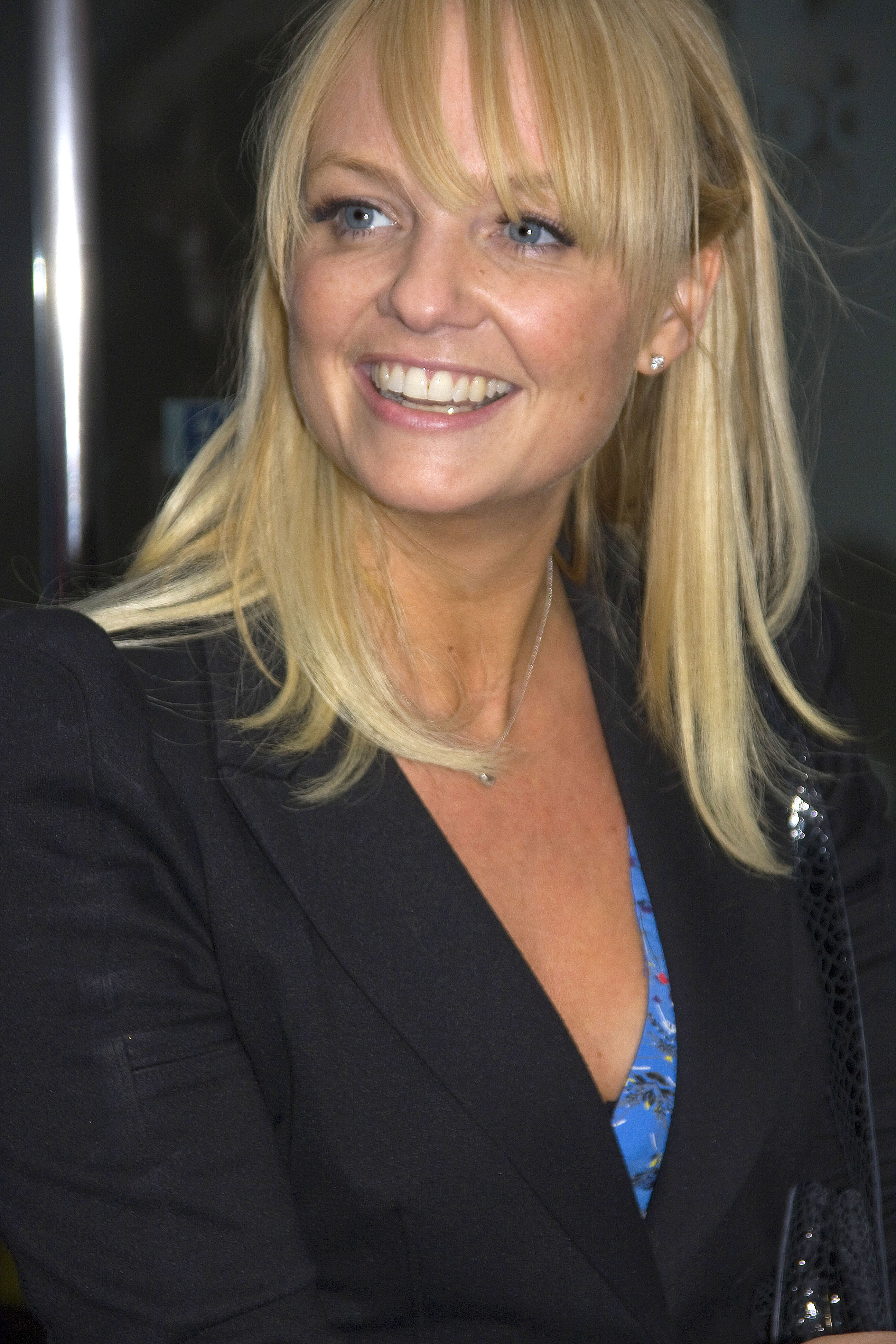
Emma Bunton (* 1976)

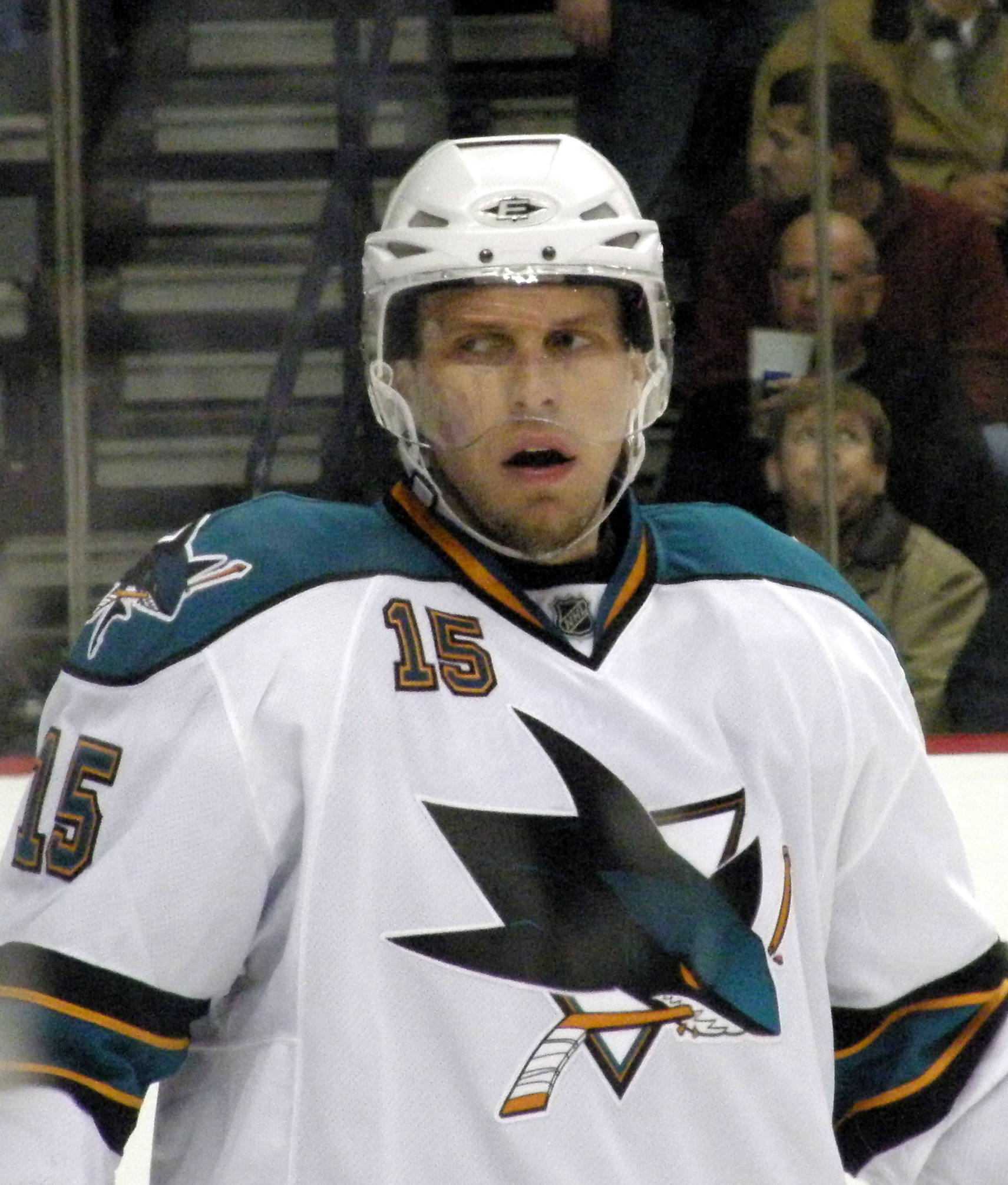
Dany Heatley (* 1981)

- 1277 – Galeazzo I. Visconti, milánský vládce († 6. srpna 1328)
- 1338 – Karel V. Francouzský, francouzský král z dynastie Valois († 16. září 1380)
- 1576 – Abaza Mehmed paša, osmanský paša a politik († 24. srpna 1634)
- 1659 – Adriaen van der Werff, nizozemský malíř († 12. listopadu 1722)
- 1732 – Fridrich II. Evžen Württemberský, vévoda württemberský († 23. prosince 1797)
- 1756 – Claude François Chauveau-Lagarde, francouzský advokát († 28. února 1841)
- 1763 – Augustin Robespierre, francouzský revoluční politik († 28. července 1794)
- 1768 – Giuseppe Venturoli, italský inženýr († 19. října 1846)
- 1779 – Friedrich Carl von Savigny, německý právník († 25. října 1861)
- 1791 – Carl Czerny, rakouský klavírista a skladatel († 15. července 1857)
- 1797 – Ignazio Calvi, italský šachista († 17. srpna 1876)
- 1802 – Karel II. ze Schwarzenbergu, rakouský politik a voják († 25. června 1858)
- 1804 – Moritz von Schwind, rakouský malíř († 8. února 1871)
- 1824 – Thomas „Stonewall" Jackson, americký učitel a generál († 10. května 1863)
- 1829 – Oskar II., švédský a norský král († 8. prosince 1907)
- 1838 – Konstanty Kalinowski, polský revoluční demokrat, publicista a básník († 22. března 1864)
- 1841 – Édouard Schuré, francouzský spisovatel, filozof a muzikolog († 7. dubna 1929)
- 1843 – Émile Levassor, francouzský průkopník automobilismu († 14. dubna 1897)
- 1848 – Henri Duparc, francouzský skladatel († 12. února 1933)
- 1865 – Stanisława Samulowska, polská řeholnice, služebnice Boží († 6. prosince 1950)
- 1866 – Marius Berliet, francouzský průkopník automobilismu († 17. dubna 1949)
- 1867 – Ludwig Thoma, bavorský spisovatel († 26. srpna 1921)
- 1873 – Emilie Demant Hatt, dánská spisovatelka a etnoložka († 4. prosince 1958)
- 1874
  - René-Louis Baire, francouzský matematik († 5. července 1932)
  - Johannes Warns, protestantský teolog († 27. ledna 1937)
- 1879 – Hugo Schmölz, německý fotograf († 27. dubna 1938)
- 1882
  - Felix Bryk, švédský antropolog, entomolog a spisovatel († 13. ledna 1957)
  - Pavel Florenskij, ruský teolog, filozof, matematik a elektroinženýr († 8. prosince 1937)
- 1883 – Olav Aukrust, norský básník († 3. listopadu 1929)
- 1884 – Max von Scheubner-Richter, německý diplomat († 9. listopadu 1923)
- 1885 – Umberto Nobile, italský generál, vzduchoplavec, konstruktér a objevitel († 30. července 1978)
- 1887 – Wolfgang Köhler, německý psycholog († 11. června 1967)
- 1896 – Paula Hitlerová, mladší sestra Adolfa Hitlera († 1. června 1960)
- 1897 – Karol Šmidke, slovenský komunistický politik († 15. prosince 1952)
- 1898
  - Ahmad Šáh, perský šáh z rodu Kádžárovců († 27. února 1930)
  - Rudolph Maté, polský filmový režisér a kameraman († 27. října 1964)
- 1899 – Alexandr Nikolajevič Čerepnin, ruský hudební skladatel († 29. září 1977)
- 1901
  - Giuseppe Burzio, duchovní a vatikánský diplomat († 10. února 1966)
  - Janusz Meissner, pilot polského vojska, spisovatel († 28. února 1978)
  - Ricardo Zamora, španělský fotbalista († 8. září 1978)
- 1904 – John Porter, kanadský hokejista, zlato na OH 1928 († 6. srpna 1997)
- 1905 – Christian Dior, francouzský módní návrhář († 24. října 1957)
- 1912 – Konrad Bloch, americký biochemik, Nobelova cena za fyziologii a medicínu 1964 († 15. října 2000)
- 1914 – Michael Grant, anglický historik a numismatik († 4. října 2004)
- 1916 – Pietro Rava, italský fotbalista († 5. listopadu 2006)
- 1918
  - Oliver Rácz, slovenský básník, spisovatel, pedagog, politik († 19. července 1997)
  - Robert R. Blake, americký teoretik managementu († 20. června 2004)
- 1920
  - Gottfried Böhm, německý architekt († 9. června 2021)
  - Dan Tolkovsky, velitel izraelského vojenského letectva
- 1922 – Paul Scofield, britský herec († 19. března 2008)
- 1922 – Telly Savalas, americký novinář, zpěvák, herec a režisér († 22. ledna 1994)
- 1923
  - Andrej Andrejevič Romanov, ruský šlechtic a výtvarník († 28. listopadu 2021)
  - Lola Flores, španělská zpěvačka, tanečnice a herečka († 16. května 1995)
  - Dina Gottliebová, americká výtvarnice († 29. července 2009)
- 1924 – Benny Hill, anglický komik († 20. dubna 1992)
- 1926 – Steve Reeves, americký kulturista a herec († 1. května 2000)
- 1928
  - Reynaldo Bignone, argentinský diktátor († 7. března 2018)
  - János Kornai, maďarský reformní ekonom  († 18. října 2021)
  - Gene Sharp, americký filozof a politolog († 28. ledna 2018)
- 1936
  - Ofira Navonová, izraelská psycholožka, manželka prezidenta Jicchaka Navona († 23. srpna 1993)
  - Snooks Eaglin, americký bluesový kytarista a zpěvák († 18. února 2009)
- 1940 – Jack Nicklaus, americký golfista
- 1941
  - Plácido Domingo, španělský operní tenorista
  - Richie Havens, americký písničkář († 22. dubna 2013)
- 1942 – Michael G. Wilson, americký producent a scenárista
- 1945
  - Pete Kircher, britský bubeník
  - Martin Shaw, anglický herec
- 1946 – Christina Maslach, americká psycholožka
- 1947
  - Rebija Kadírová, ujgurská podnikatelka a politická aktivistka
  - Pye Hastings, britský hudebník
- 1948 – Anson Shupe, americký sociolog († 6. května 2015)
- 1949 – Trương Tấn Sang, vietnamský prezident
- 1950
  - Andrzej Elżanowski, polský paleontolog a vertebrátní zoolog
  - Joseph Richard Tanner, americký pilot a kosmonaut
  - Maroun Bagdadi, libanonský režisér a scenárista († 10. prosince 1993)
  - Billy Ocean, muzikant a zpěvák z Trinidadu a Tobaga
- 1953 – Paul Allen, americký podnikatel († 15. října 2018)
- 1955 – Jeff Koons, americký umělec
- 1956
  - Kevin Norton, americký hudebník
  - Geena Davisová, americká herečka
- 1958 – Michael Wincott, kanadský herec
- 1959 – Tom Woodruff, americký kaskadér, tvůrce vizuálních efektů a herec
- 1963
  - Hakeem Olajuwon, nigerijský basketbalista
  - Krzysztof Kononowicz, polský politický aktivista, kandidát na starostu Białystoku
- 1972 – Cat Power, americká hudebnice
- 1975 – Jason Moran, americký klavírista
- 1976 – Emma Bunton, anglická zpěvačka, členka Spice Girls
- 1977 – Phil Neville, anglický fotbalista
- 1979 – Brian O'Driscoll, irský ragbista
- 1980 – Džigme Khesar Namgjel Wangčhug, bhútánský král
- 1981
  - Dany Heatley, kanadský lední hokejista
  - Michel Teló, brazilský zpěvák a skladatel
- 1986 – Šóta Horie, japonský ragbista
- 1988
  - Miloslav Mečíř, slovenský tenista
  - Ashton Eaton, americký atlet, vícebojař
- 1989 – Henrich Mchitarjan, arménský fotbalista
- 1995 – Julija Stupaková, ruská běžkyně na lyžích
- 1996 – Marco Asensio, španělský fotbalista

## Úmrtí
Automatický abecedně řazený seznam viz Kategorie:Úmrtí 21. ledna

### Česko

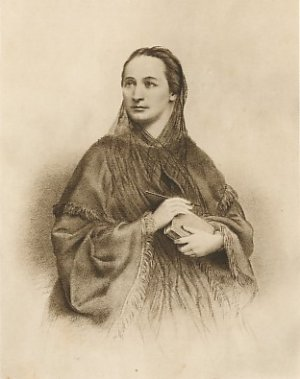
Božena Němcová († 1862)

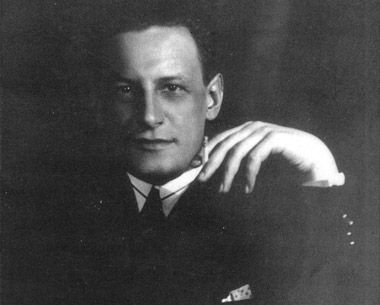
Karel Poláček († 1945)

- 1759 – Jan Rudolf Špork, pomocný biskup pražský, sběratel a kreslíř (* 27. března 1695 nebo 1696)
- 1862
  - Božena Němcová, spisovatelka (* 4. února 1820)
  - Josef Pfeifer, duchovní a národní buditel (* 9. února 1798)
- 1882 – Antonín Emil Titl, kapelník a hudební skladatel (* 2. října 1809)
- 1894 – Karel Čížek, redaktor a poslanec Českého zemského sněmu (* 27. června 1833)
- 1897 – Jan Ludvík Frič, fyzik, chemik a podnikatel (* 13. února 1863)
- 1930 – Jaroslav Vlček, český a slovenský literární historik (* 22. ledna 1860)
- 1936 – Paul Dittrich, soudní lékař a pedagog (* 28. září 1859)
- 1943 – Otakar Šín, hudební skladatel, teoretik a pedagog (* 23. dubna 1881)
- 1948 – Karel Kavina, botanik (* 4. září 1890)
- 1950 – Vilém Brodecký, politik (* 1. srpna 1874)
- 1955 – Jiří Stříbrný, politik a novinář (* 14. ledna 1880)
- 1960 – Antonín Janda-Očko, fotbalový reprezentant (* 21. září 1892)
- 1964 – Suzanne Renaud, francouzská básnířka a překladatelka (* 30. září 1889)
- 1977 – Jaroslav Pýcha, keramik (* 31. prosince 1907)
- 1983 – Dana Medřická, divadelní a filmová herečka (* 11. července 1920)
- 1984 – Gottfried Toskánský, rakouský arcivévoda (* 14. března 1902)
- 1985 – Jan Peka, hokejový brankář (* 27. července 1894)
- 1987 – František Bartoš, motocyklový závodník (* 10. května 1926)
- 1988 – Marie Vojtěcha Hasmandová, představená Kongregace Milosrdných sester sv. Karla Boromejského (* 25. března 1914)
- 1994 – František Mizera, hokejový reprezentant (* 23. srpna 1919)
- 1998 – František Sádek, filmový herec a režisér (* 23. října 1913)
- 2000 – Karel Herfort, lékař, gastroenterolog (* 23. září 1906)
- 2004 – Jan Milíč Lochman, exilový protestantský teolog a filozof (* 3. dubna 1922)
- 2006
  - Josef Illík, fotograf a kameraman (* 10. září 1919)
  - Václav Kojzar, hrdina protinacistického odboje, oběť komunismu (* 26. února 1916)
  - Jaromíra Kolárová, spisovatelka (* 24. srpna 1919)
- 2008 – Jiří Sequens, filmový a televizní režisér (* 23. dubna 1922)
- 2011 – Jiří Batušek, kněz, teolog a politický vězeň (* 10. dubna 1919)
- 2014 – Karel Fořt, kněz pronásledovaný nacisty i komunisty (* 8. listopadu 1921)
- 2015
  - Karel Čech, novinář, publicista a občasný překladatel (* 15. února 1944)
  - Mojmír Svatopluk Frinta, historik umění, restaurátor a vysokoškolský pedagog (* 28. července 1922)
- 2017
  - Michal Pavlata, herec (* 15. července 1945)
  - Václav A. Černý, lingvista, specializující se především na kavkazské jazyky (* 27. května 1931)
- 2019 – Marie Kyselková, manekýnka a herečka (* 20. srpna 1935)

### Svět

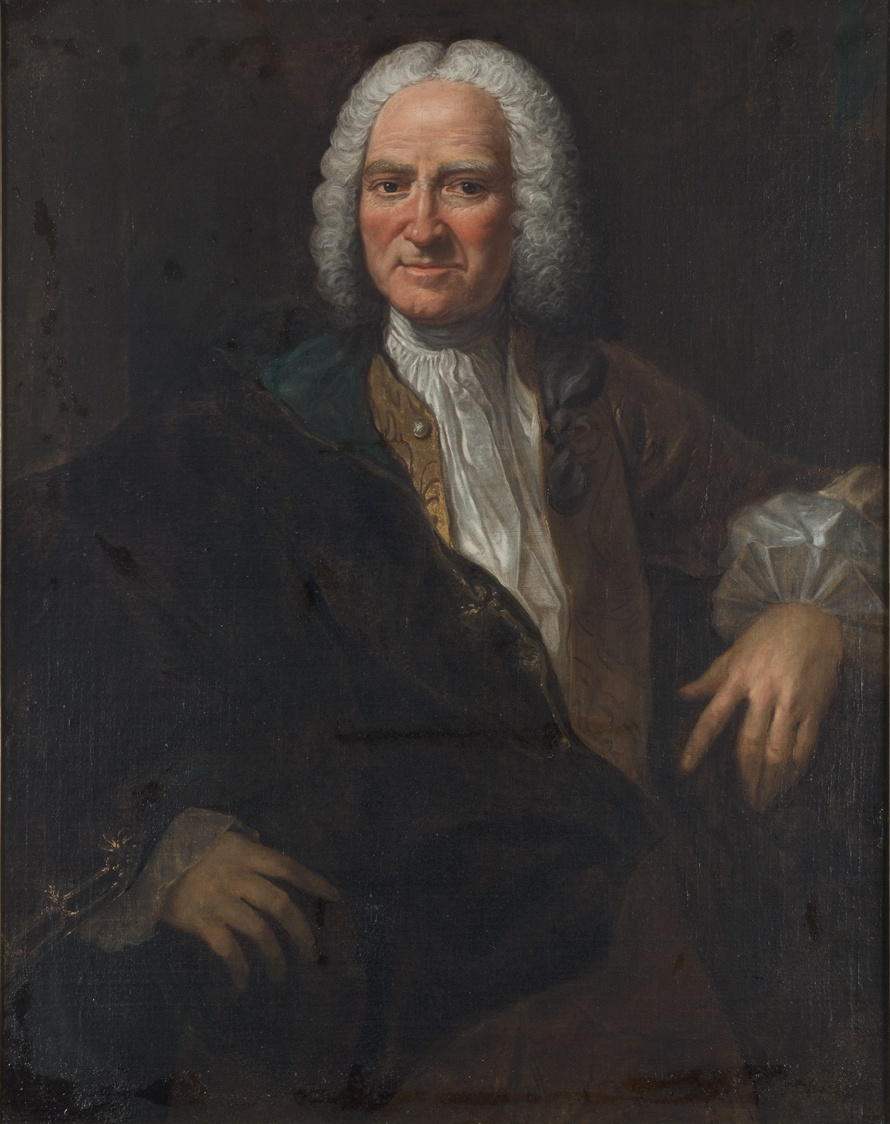
Paul Heinrich Dietrich von Holbach († 1789)

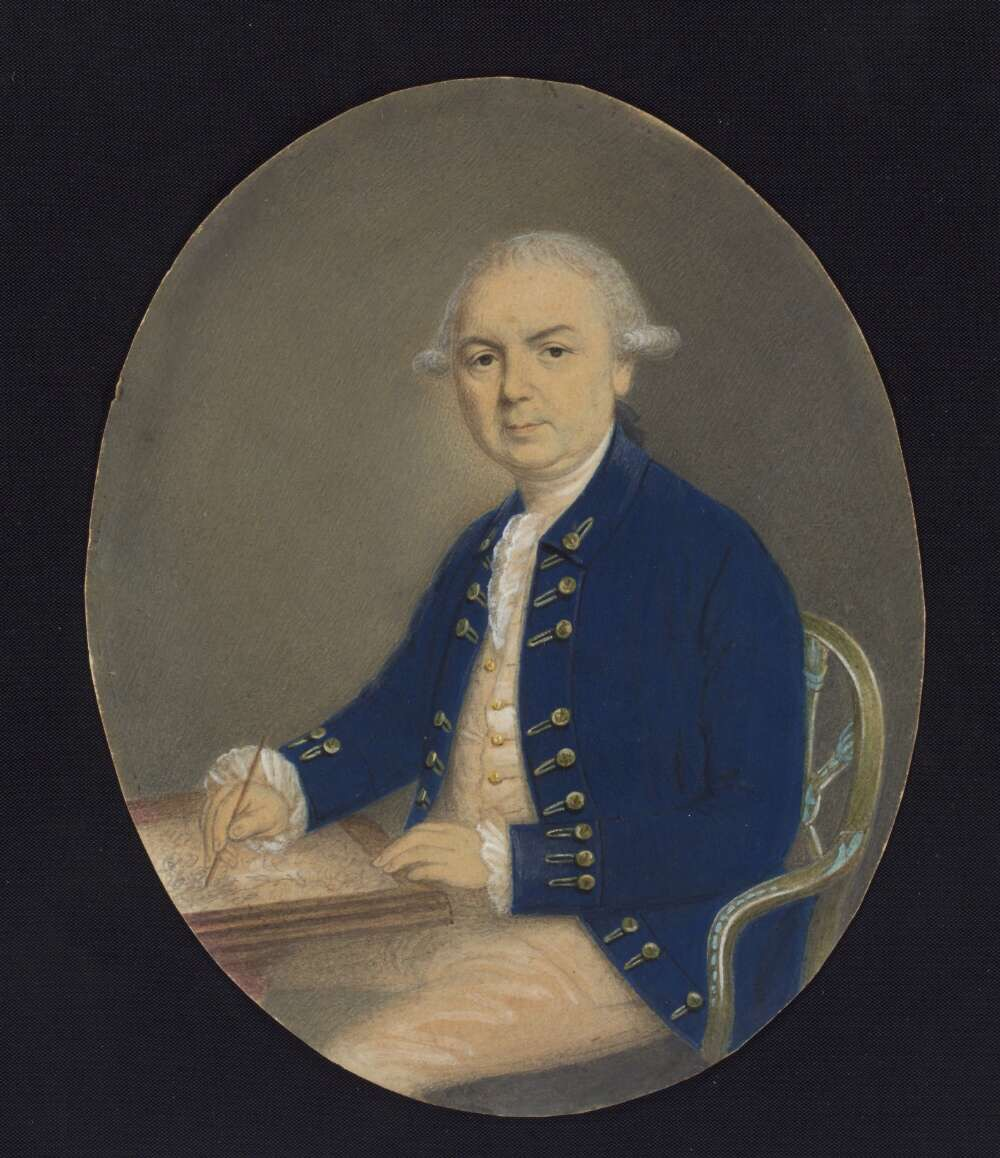
Samuel Wallis († 1795)

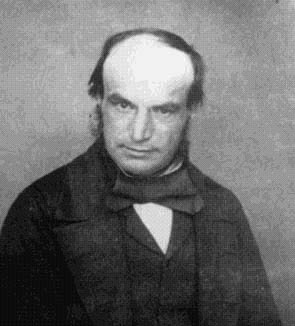
John Couch Adams († 1892)

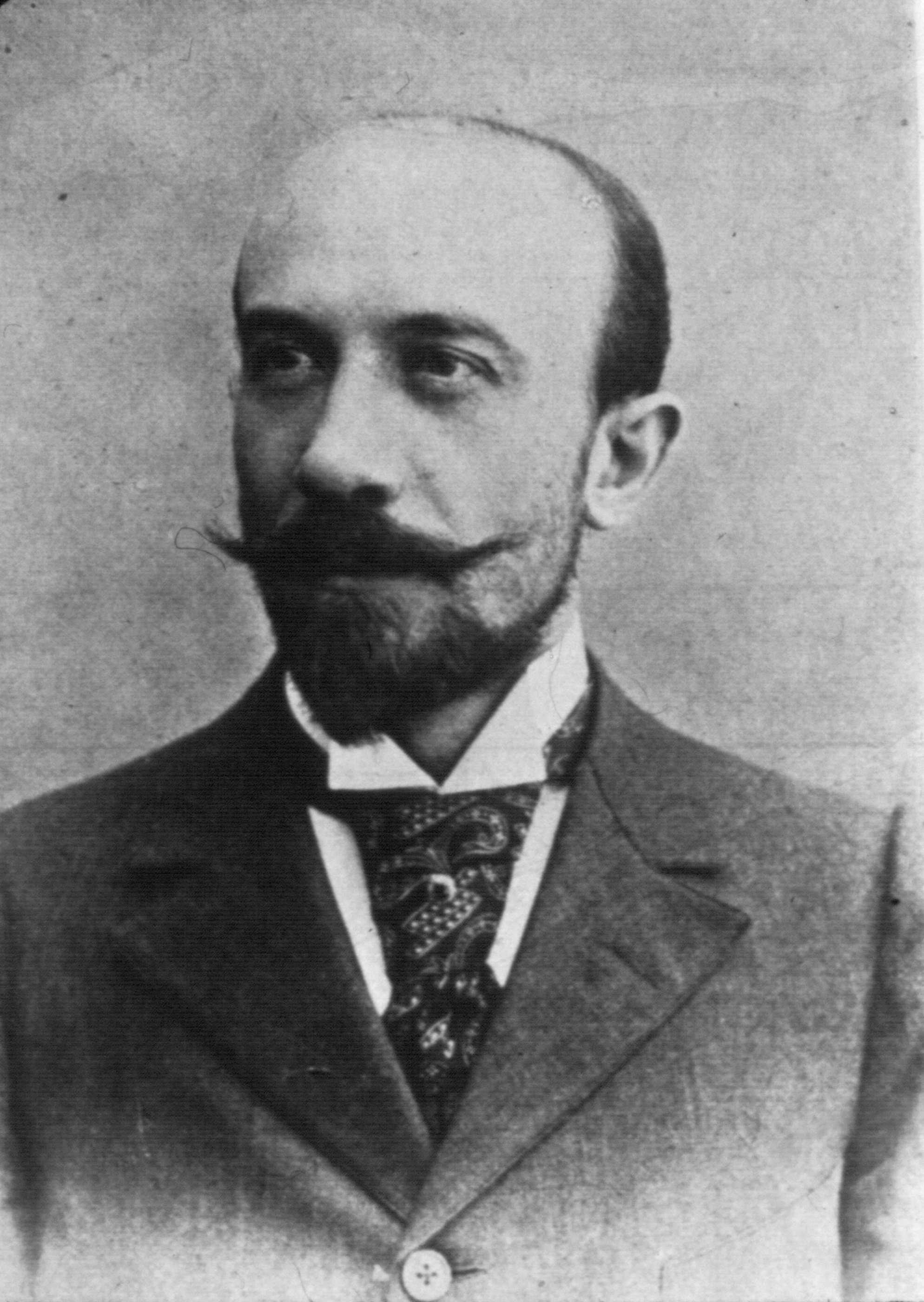
Georges Méliès († 1938)

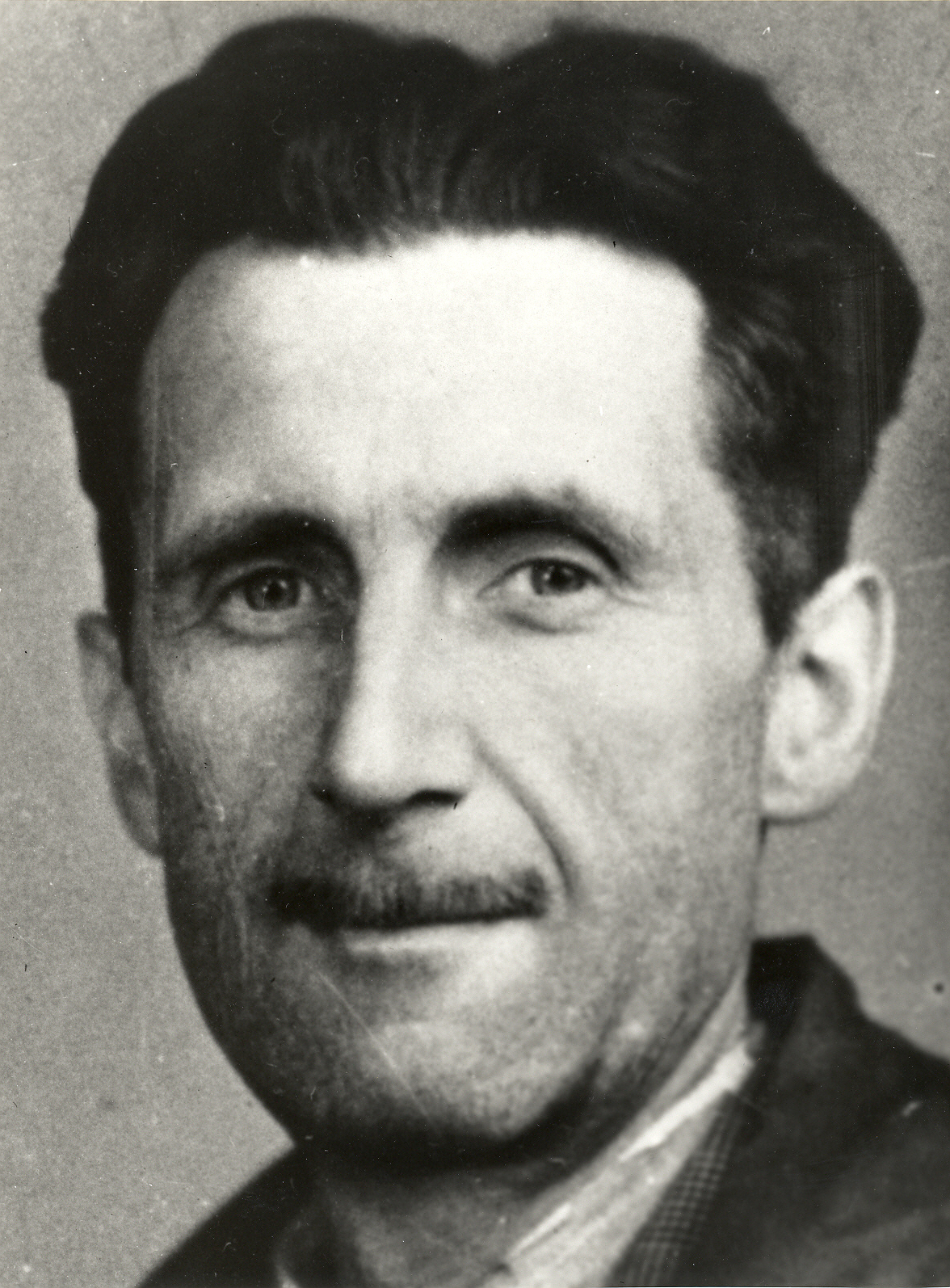
George Orwell († 1950)

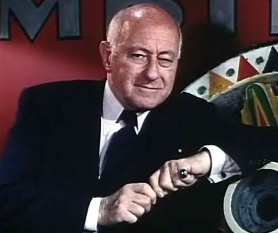
Cecil B. DeMille († 1959)

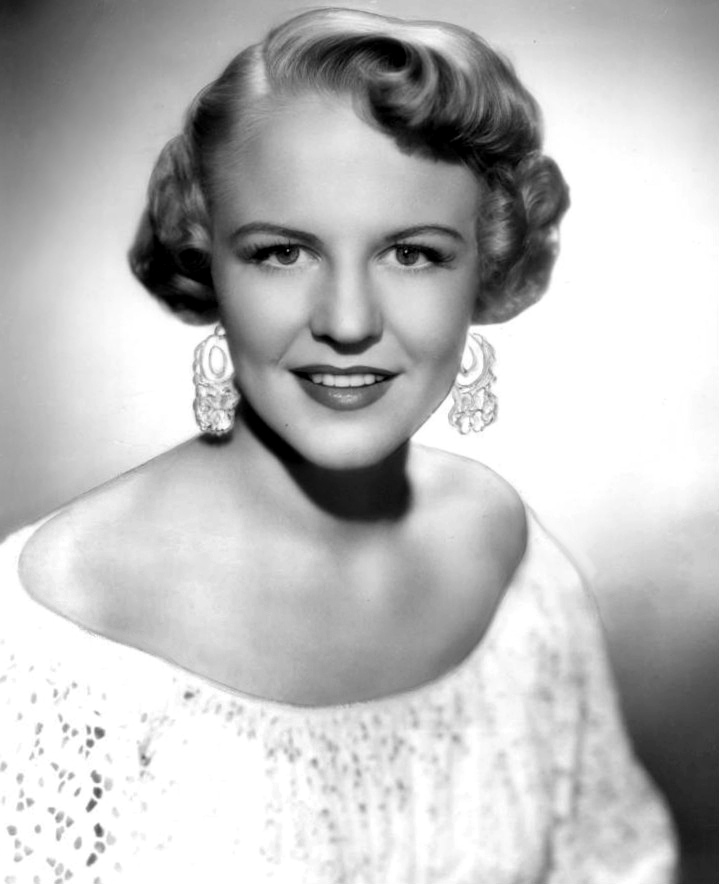
Peggy Lee († 2002)

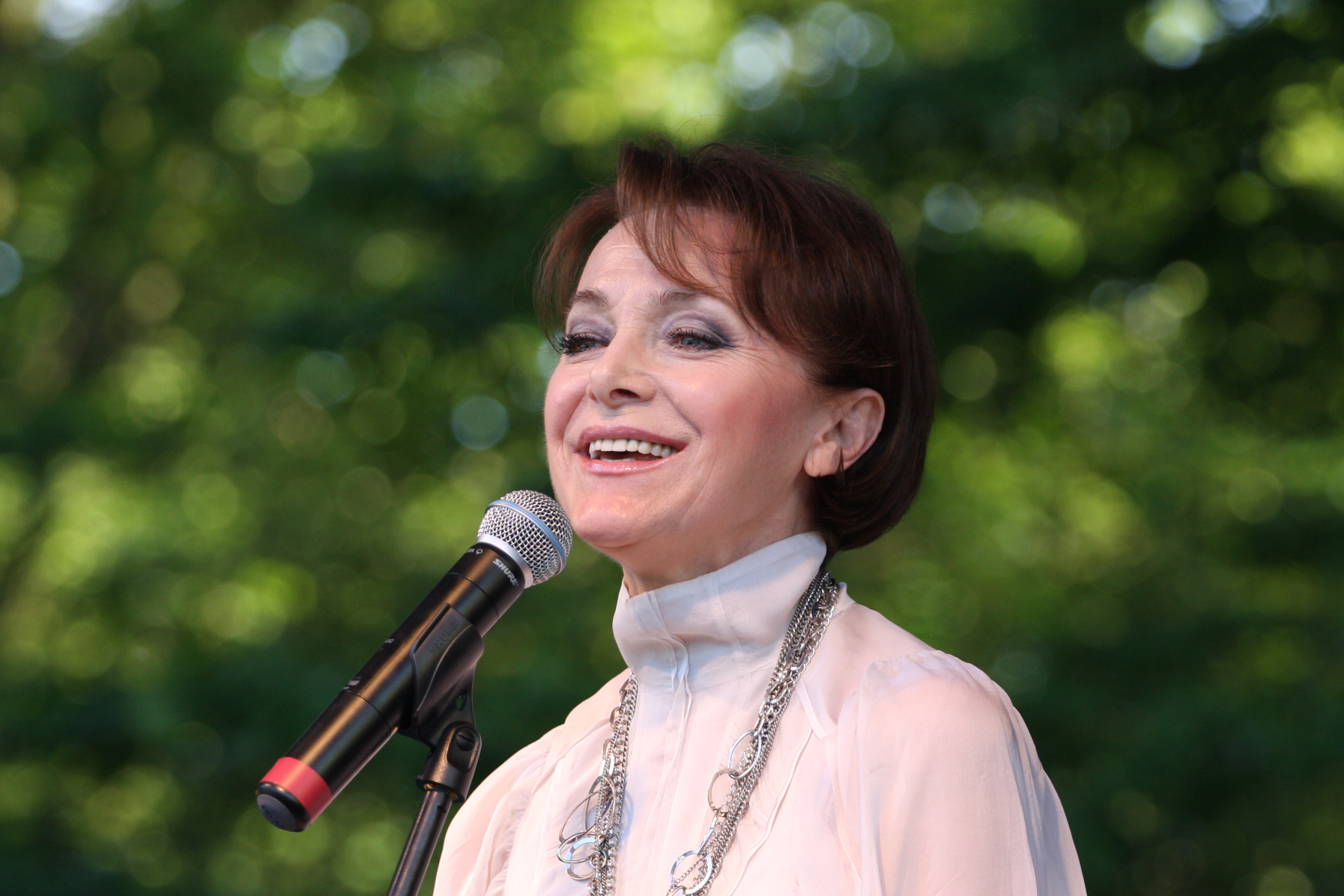
Irena Jarocka († 2012)

Terry Jones († 2020)

- 1330 – Johana II. Burgundská, francouzská a navarrská královna (* 1294)
- 1354 – Balduin Lucemburský, bratr římského císaře Jindřicha VII., trevírský arcibiskup (* asi 1285)
- 1495 – Magdaléna Francouzská, dcera krále Karla VII. Vítězného (* 1. prosince 1443)
- 1509 – Adam Kraft, německý pozdně gotický sochař (* ? 1455)
- 1527 – Juan de Grijalva, španělský conquistador (* 1489)
- 1556 – Maxim Grek, řecký filolog, teolog a překladatel (* 1470)
- 1578 – Pijali Paša, osmanský vezír a admirál (* cca 1515)
- 1609 – Joseph Justus Scaliger, francouzský filolog a básník (* 4. srpna 1540)
- 1683 – Anthony Ashley Cooper, 1. hrabě ze Shaftesbury, anglický šlechtic a státník (* 22. července 1621)
- 1718 – Piotr Brygierski, polský malíř (* kolem 1630)
- 1722 – Charles Paulet, 2. vévoda z Boltonu, britský státník a politik (* 1661)
- 1733 – Bernard Mandeville, nizozemský filozof, politický ekonom a spisovatel (* 15. listopadu 1670)
- 1774 – Mustafa III., sultán Osmanské říše (* 28. ledna 1717)
- 1775 – Jemeljan Pugačov, ruský kozák a velitel selského povstání (* 1742)
- 1789 – Paul Heinrich Dietrich von Holbach, francouzský přírodovědec (* 8. prosince 1723)
- 1793 – Ludvík XVI., francouzský král (* 23. srpna 1754)
- 1795 – Samuel Wallis, britský mořeplavec, který obeplul svět (* 23. dubna 1728)
- 1811 – Jean-François Chalgrin, francouzský architekt, autor Vítězného oblouku (* 1739)
- 1817 – Josef Kristián Hohenlohe, německý katolický duchovní a šlechtic (* 6. listopadu 1740)
- 1831 – Achim von Arnim, německý romantický básník a prozaik (* 26. ledna 1781)
- 1832 – Bohuslav Tablic, slovenský básník, literární historik a kněz (* 6. září 1769)
- 1836 – Marie Kristýna Savojská, královna obojí Sicílie (* 14. listopadu 1812)
- 1846 – František IV. Modenský, modenský a reggijský vévoda (* 6. října 1779)
- 1851 – Albert Lortzing, německý skladatel, dirigent a zpěvák (* 23. října 1801)
- 1852 – Marie Tereza z Harrachu, česko-rakouská šlechtična (* 24. července 1771)
- 1855 – Ieuan Glan Geirionydd, velšský básník (* 20. dubna 1795)
- 1867 – Jan Yi Yun-il, korejský katolický svatý (* 1823)
- 1870 – Alexandr Ivanovič Gercen, ruský revoluční demokrat, filosof, publicista (* 6. dubna 1812)
- 1872 – Franz Grillparzer, rakouský spisovatel a dramatik (* 15. ledna 1791)
- 1879 – Ljuben Karavelov, bulharský spisovatel (* 7. listopadu 1834)
- 1884 – Auguste Franchomme, francouzský violoncellista a hudební skladatel (* 10. dubna 1808)
- 1892 – John Couch Adams, britský matematik a astronom (* 5. června 1819)
- 1894 – Guillaume Lekeu, belgický hudební skladatel (* 20. ledna 1870)
- 1901 – Elisha Gray, americký vynálezce, elektrotechnik (* 8. února 1835)
- 1906 – Vladimír Ivanovič Blandov, ruský průmyslník a obchodník (* 1847)
- 1909 – Mezidimestan Kadınefendi, manželka osmanského sultána Abdulhamida II. (* 3. března 1869)
- 1913 – Pierre-Ernest Prins, francouzský malíř (* 26. listopadu 1848)
- 1914
  - Theodor Kittelsen, norský malíř a ilustrátor (* 27. dubna 1857)
  - Joseph Keiley, americký fotograf a spisovatel (* 26. července 1869)
- 1920 – Ludomił German, polský spisovatel a politik (* 16. září 1851)
- 1924 – Vladimír Iljič Lenin, ruský komunistický politik a revolucionář (* 22. dubna 1870)
- 1926 – Camillo Golgi, italský lékař a vědec (* 7. července 1843)
- 1927 – Charles Warren, policejní komisař Londýna (* 7. února 1840)
- 1928 – Nikolai Astrup, norský malíř (* 30. srpna 1880)
- 1929 – Maxime Dethomas, francouzský malíř, kreslíř, grafik, ilustrátor (* 13. října 1867)
- 1934
  - Pierre Allorge, francouzský botanik (* 12. dubna 1891)
  - Robert Wilson Shufeldt, americký ornitolog, lékař a fotograf (* 1. prosince 1850)
- 1938 – Georges Méliès, francouzský filmový režisér (* 8. prosince 1861)
- 1943 – Aimo Cajander, finský botanik a politik (* 4. dubna 1879)
- 1945
  - Karel Poláček, český spisovatel, humorista, novinář a filmový scenárista (* 22. března 1892)
  - František Holý, český voják a příslušník výsadku Courier-5 (* 20. dubna 1921)
- 1948 – Ermanno Wolf-Ferrari, italský hudební skladatel (* 12. ledna 1876)
- 1950 – George Orwell, britský spisovatel (* 25. ledna 1903)
- 1951 – Helena Orleánská, členka sesazeného francouzského rodu Bourbon-Orléans (* 13. června 1871)
- 1955 – Archie Hahn, americký sprinter (* 14. září 1880)
- 1959 – Cecil B. DeMille, americký filmový režisér (* 12. srpna 1881)
- 1960 – Ivan Pregelj, slovinský spisovatel (* 27. října 1883)
- 1961 – Blaise Cendrars, švýcarský spisovatel (* 1. září 1887)
- 1967 – Dorotea Sasko-Kobursko-Gothajská, šlesvicko-holštýnská vévodkyně (* 30. dubna 1881)
- 1975 – Mascha Kaléko, německy píšící básnířka (* 7. června 1907)
- 1977 – Sandro Penna, italský básník (* 12. června 1906)
- 1978 – Oleksa Hirnyk, sovětský aktivista a ukrajinský disident (* 28. března 1912)
- 1979 – Alexej Leonťjev, sovětský psycholog (* 18. února 1903)
- 1980 – Elvira de Hidalgo, španělská sopranistka (* 27. prosince 1892)
- 1981
  - Ladislav Grosman, slovenský spisovatel (* 4. února 1921)
  - Cuth Harrison, britský automobilový závodník (* 6. července 1906)
- 1984
  - Alan Marshall, australský spisovatel (* 2. května 1902)
  - Gottfried Toskánský, rakouský arcivévoda a titulární toskánský velkovévoda (* 14. března 1902)
- 1985 – Yusuf Lule, ugandský prezident (* 10. dubna 1912)
- 1989
  - John Duka, americký novinář (* 16. srpna 1949)
  - Čhökji Gjalcchän, desátý tibetský pančhenlama (* 19. února 1938)
- 1990 – Trude Fleischmann, rakousko-americká fotografka (* 22. prosince 1895)
- 1992 – Boris Arapov, ruský hudební skladatel (* 12. září 1905)
- 1993
  - Leo Löwenthal, americký sociolog (* 3. listopadu 1900)
  - Felice Borel, italský fotbalový záložník a trenér (* 5. dubna 1914)
- 1994
  - Ján Ambruš, slovenský a československý důstojník a vojenský pilot (* 19. května 1899)
  - Básil al-Asad, nejstarší syn někdejšího syrského prezidenta Háfize al-Asada (* 23. března 1962)
- 1998 – Jack Lord, americký filmový a seriálový herec a producent (* 30. prosince 1920)
- 2001 – Livij Stěpanovič Ščipačev, ruský výtvarník a herec (* 4. srpna 1926)
- 2002 – Peggy Lee, americká jazzová a popová zpěvačka (* 26. května 1920)
- 2005 – Theun de Vries, nizozemský spisovatel a básník (* 26. dubna 1907)
- 2006 – Ibrahim Rugova, kosovský prezident (* 2. prosince 1944)
- 2007 – Maria Cioncanová, rumunská atletka, běžkyně (* 19. června 1977)
- 2012 – Irena Jarocka, polská zpěvačka (* 18. srpna 1946)
- 2013
  - Jozef Dóczy, slovenský herec (* 19. listopadu 1929)
  - Zina Harman, izraelská politička (* 28. dubna 1914)
- 2014
  - Andrej Chudoba, slovenský prozaik, básník a scenárista (* 21. listopadu 1927)
  - Jocelyn Hay, velšská novinářka (* 30. července 1927)
- 2015 – Marcus Borg, americký novozákonní učenec a teolog (* 11. března 1942)
- 2017 – Cristina-Adela Foișorová, rumunská šachistka (* 7. června 1967)
- 2018 – Philippe Gondet, francouzský fotbalista (* 17. května 1942)
- 2019 – Henri d'Orléans, pretendent francouzského trůnu (* 14. června 1933)
- 2020 – Terry Jones, britský komik a režisér (* 1. února 1942)
- 2022
  - Clark Gillies, kanadský hokejista (* 7. dubna 1954)
  - Louie Anderson, americký komik, herec, spisovatel a moderátor (* 24. března 1953)

## Svátky

### Česko
- Běla, Bianka, Albena
- Gejza, Géza
- Socialistický kalendář – Vladimir Iljič Lenin († 1924)

### Svět
- Slovensko: Vincent
- USA: Martin Luther King Day – (je-li pondělí)
- Dominikánská republika: Nuestra Senora de Altagracia Day
- Florida: Arbor Day (je-li pátek)
- Virginie: Lee Jackson Day (je-li pondělí)
- Mezinárodní den objetí/objímání[1][2][3]

### Liturgický kalendář
- Světový den náboženství (Bahá’í) (je-li neděle)

## Pranostiky

### Česko
- O svaté Anežce od kamen se nechce.
- Svatá Anežka kape ze stříšky, sedláče, schovej zhryzky.
- Svatá Anežka když laskavá, vypustí skřivana z rukáva.
- Je-li na svatou Anežku obleva, bude v létě hodně bouřek.